# Беженарь, Олег Валерьевич
Олег Валерьевич Беженарь (рум. Oleg Bejenari; 17 сентября 1971, Киев — 13 февраля 2023, Тирасполь) — молдавский футболист и тренер.

## Карьера футболиста
Начинал играть в Бендерах в «Тигина»-РШВСМ. Уже в 1991 году выступал за «Буджак» (Комрат).
С 1992 по 1994 год (с перерывом) в тираспольском «Тилигуле». В этот период времени поиграл в кишинёвских клубах «Динамо-Кодру» и «Спортул Студенцеск». В 1994 году вернулся в «Буджак», но ненадолго, отыграв всего 10 матчей за сезон, покинул клуб. В следующем году играл за команду Дивизиона «А» — «Мигдал» (Карагасаны). В 1996 году снова оказался в Бендерах, в общей сложности два сезона проведя в составе «Динамо».
Сезон 1997/98 провёл во Второй лиге Украины в составе ФК «Металлург» (Новомосковск) из Днепропетровской области. В 1999 году был приглашен в тульский «Арсенал», однако на поле так и не вышел.
В 2000 году провёл 10 матчей в составе ФК «Насаф» (Карши) в чемпионате Узбекистана.
В 2002 году выступал за «Селенгу» (Улан-Удэ).
- В чемпионате Молдавии провёл 88 матчей, забил 1 мяч.
- В дивизионе «А» Молдавии провёл 37 матчей.
- В чемпионате Узбекистана провёл 10 игр.
- Во Второй лиге Украины провёл 7 матчей.
- Во Втором дивизионе России провёл 10 матчей.

## Карьера тренера
Тренерскую карьеру начал в качестве помощника Виталия Кулибабы в клубе «Академия УТМ». Однако уже во второй части сезона 2010/11 возглавил клуб.
В 2011 году был приглашен в «Зимбру» в качестве помощника Сергея Строенко, а летом 2012 года возглавил «зубров». Однако, пребывание в «Зимбру» у Беженаря оказалось недолгим. После ничьей в квалификационном раунде Лиги Европы с «Бангор Сити» был отправлен в отставку. В ноябре 2012 возглавил «Сперанцу» Крихана Веке. В июне 2015 года вошёл в тренерский состав кишинёвского клуба «Дачия».
Скончался 13 февраля 2023 года